# Kostel svatého Valentina (Hlinka)
Kostel svatého Valentina v Hlince pochází z roku 1813 a byl prohlášen kulturní památkou České republiky.

## Historie
Barokní filiální kostel sv. Valentina byl postaven na popud dědičného rychtáře Leopolda Johanna Nolschera v letech 1813 až 1879. Dne 19. října 1879 byl vysvěcen janovickým farářem Aloisem Křenekem. Hlinka střídavě patřila k farnostem Pitárné a Osoblaha. Od roku 1780 trvale k farnosti Osoblaha. V roce 1990 byl hlinecký kostel převeden do majetku obce Hlinka. V letech 1991–1993 byl kostel opraven a dne 2. srpna 1993 prohlášen za kulturní památku ČR. V roce 2001 byl prohlášen za kulturní památku také kříž se sochou ukřižovaného Krista u kostela sv. Valentina.

## Popis

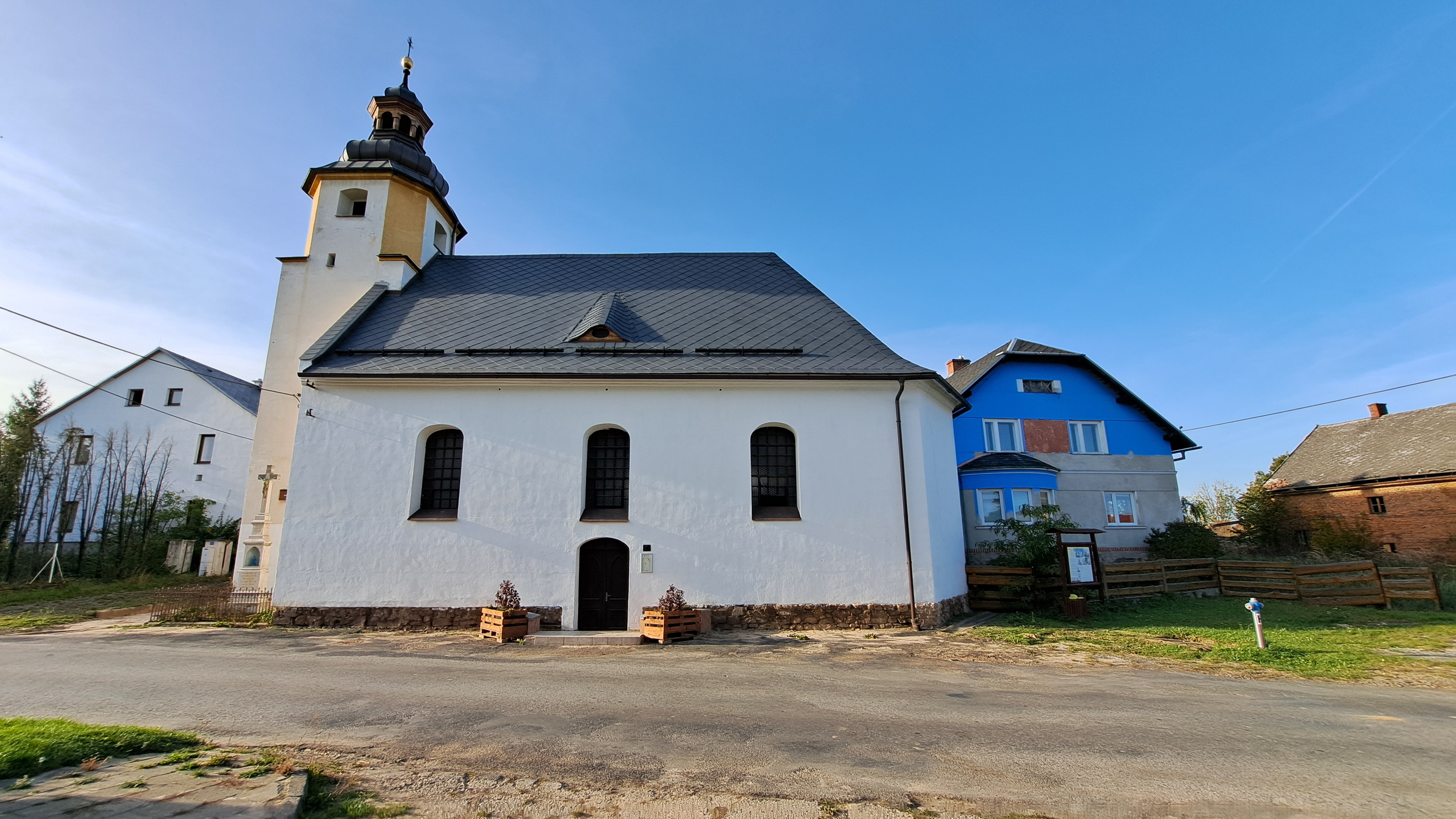
kostel sv. Valentina

Kostel je jednolodní nízká stavba zakončenou tříhrannou apsidou. V bocích tři prolomená okna zakončena obloukem, na pravé straně (od cesty) jsou  vysoká, vlevo (od zahrady) nízká. Střecha je sedlová. K průčelí se přimyká hranolovitá nízká věž s osmibokým ukončením a jehlancovou osmibokou střechou. Vchod do kostela je prolomen pod středním oknem na pravé straně boční zdi. V interiéru je neogotický oltář, varhany a kazatelna. V zadní části kostela je dřevěná kruchta. V období 1998 až 2001 byly opraveny a renovovány oltáře a varhany, doplněny chybějící lavice, křížová cesta, lustr, a doplňky na oltář. Socha sv. Valentýna byla renovována v roce 2000.

### Zvon
Zvon byl ulit v roce 1780 opavským zvonařem Františkem Stankem pro radniční věž v Krnově. V letech 1866–1942 se nacházel v sanktusníku kostela Povýšení Svatého kříže a Sedmibolestné Panny Marie v Cvilíně. V roce 1942 byl rekvírován a po ukončení druhé světové války navrácen a umístěn do kostela sv. Valentina v Hlince. Zvon váží 25 kg a má průměr 36 cm, vysoký 25 cm. Na věnci zvonu je nápis: PER FRANCISCVM STANKE OPPAVIAE 1780 a na krku zvonu je nápis: JOSEPH SCHEIDER DER / ZEIT BAU IN SPECTOR / FRANTZ FOGT BAU VERWALTER.